# حمد المانع (مغني)
حمد المانع (-)، مغني كويتي

## حياته ومشواره المهني
بدأ مشواره الفني في أوائل التسعينات من القرن العشرين أصدر العديد من الألبومات أولها في العام 1994 وذاع صيته مع الملحن مشعل العروج عندما قدما أغنية «في موعدي»، ثم تواصل نجاحه عبر اغنيتي «كلام الليل» و«انسى» تمرني الذكرى»، «رماني زماني»، «أشوفك على خير»، «لا تبتعد»، ولقد احتضنت موهبته الغنائية «رومكو»، كما تعاون مع شركة «الخيول»
قام باستكمال دراساته العليا، الماجستير، في لبنان عبر رسالته التي حملت عنوان «تأثير الأخوين عوض ويوسف الدوخي على الأغنية الكويتية»، لصقل موهبته أكاديميا، إضافة لعمله معيدا في المعهد العالي للفنون الموسيقية، حيث يقوم بتدريس الطلبة بعض المواد الموسيقية كالعزف على العود والموشحات والأغاني الطربية، واستغل وجوده في المعهد للمشاركة بإحياء الكثير من الحفلات داخل دولة الكويت وخارجها، وكان يقدم في تلك الحفلات مجموعة من الأغاني التراثية والوطنية والعاطفية.

### الغياب والعودة
دب خلاف بين المانع وشركة الخيول التي كانت تتولى إنتاج البوماته عام 1998، ارغمه على ايقاف نشاطه الفني خلال الاعوام الثلاثة اولم تكتب له العودة لمزاولة نشاطه الفني عبر هذا الألبوم الا بعد ان انهى عقد الاحتكار الذي كان يربطه بتلك الشركة والتعاقد مع شركة أخرى تولت توزيع البومه الجديد عاد بعدها في العام 2000 ليصدر ألبوما غنائيا 
قدم بعدها الألبومات الغنائية والحفلات والمشاركات داخل الكويت وخارجها، فانه انقطع فجأة عن المجال لمدة أربع سنوات متتالية، ليعود إلى جمهوره مجددا من خلال ألبومه الغنائي الأخير «تسألني عن الغيبة»، وضم 10 أغان، وقدم فيه «دويتو» غنائيا مع المطربة الأميركية ايليا ، وكان من إنتاجه الخاص ثم أشترته شركة أيوا جولف لتوزيعه قام بتقديم أغنية عراقية لأول مرة من خلال أغنية «متصل» كلمات نصار الظفيري والحان 
- في فبراير عام 2008شارك بأمسية الولاء لأم الوفاء حيث قدم اغنيتين الأولى بعنوان «لمن اضاءت المنى» التي صاغ كلماتها الشاعر يعقوب السبيعي ولحنها احمد باقر[6] والثانية أغنية «احنا نفخر» من كلمات عبد الرحمن النجار وألحان مرزوق المرزوق.
- عام 2015 شارك في أوبريت خليح النور بكتابة الفكرة والسيناريو والاخراج المسرحي المخرج عبد الله عبد الرسول وجمعه بنخبة من الفنانين والمطربين من دول مجلس التعاون، حيث يسردون بصوت واحد قصة التلاحم الخليجي وحكاية الوحدة التي أسسها قادة دول الخليج

### حياته الأسرية
متزوج ولديه ابن إسمه طلال

## أعماله

### ألبومات[7]
| الأغنية | الألبوم                      | المنتج       |
| ------- | ---------------------------- | ------------ |
| 1994    | نظائريات ضم أغنية (يكفي كفى) | شركة النظائر |
| 1994    | يخليك ربي                    | شركة النظائر |
| 1995    | موعدي                        | شركة الخيول  |
| 1996    | رماني زماني                  | شركة الخيول  |
| 1997    | صاحبي                        | شركة الخيول  |
| 2000    | تحياتي                       | رومكو        |
| 2007    | تسألني عن الغيبة             | أيوا جولف    |

### أغاني مصورة
| الأغنية     | المنتج       | المخرج           | العام |
| ----------- | ------------ | ---------------- | ----- |
| موعدي       | شركة النظائر | أحمد الدوغجي     | 1995  |
| رماني زماني | شركة الخيول  |                  | 1996  |
| صاحبي       | شركة الخيول  | نواف سالم الشمري |       |
| سيد المها   | شركة النظائر | غافل فاضل        |       |
| لهفتي       | شركة النظائر | نواف سالم الشمري |       |
| يخليك ربي   | شركة النظائر | مدحت الشحات      | 1996  |
| كلام الليل  | شركة النظائر | سلطان            | 1996  |

### أغاني منفردة
- 2016: الغياب